# Église Sainte-Thérèse-de-l'Enfant-Jésus de Nice
Pour les articles homonymes, voir église Sainte-Thérèse-de-l'Enfant-Jésus.
L'église Sainte Thérèse de l'Enfant Jésus est une église située dans le vallon de la Madeleine où coule le Magnan canalisé sous le boulevard à Nice.

## Présentation

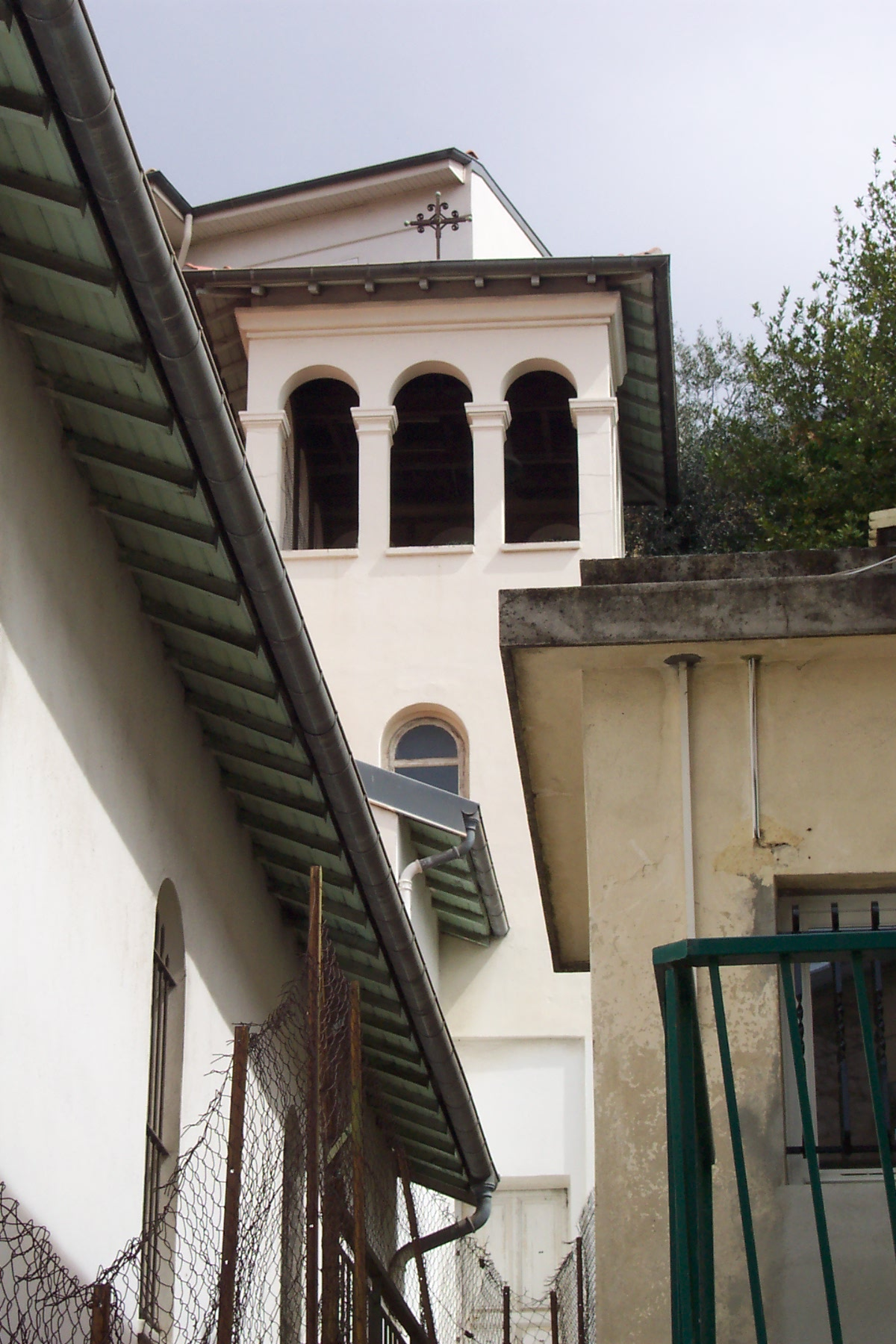
Le clocher.
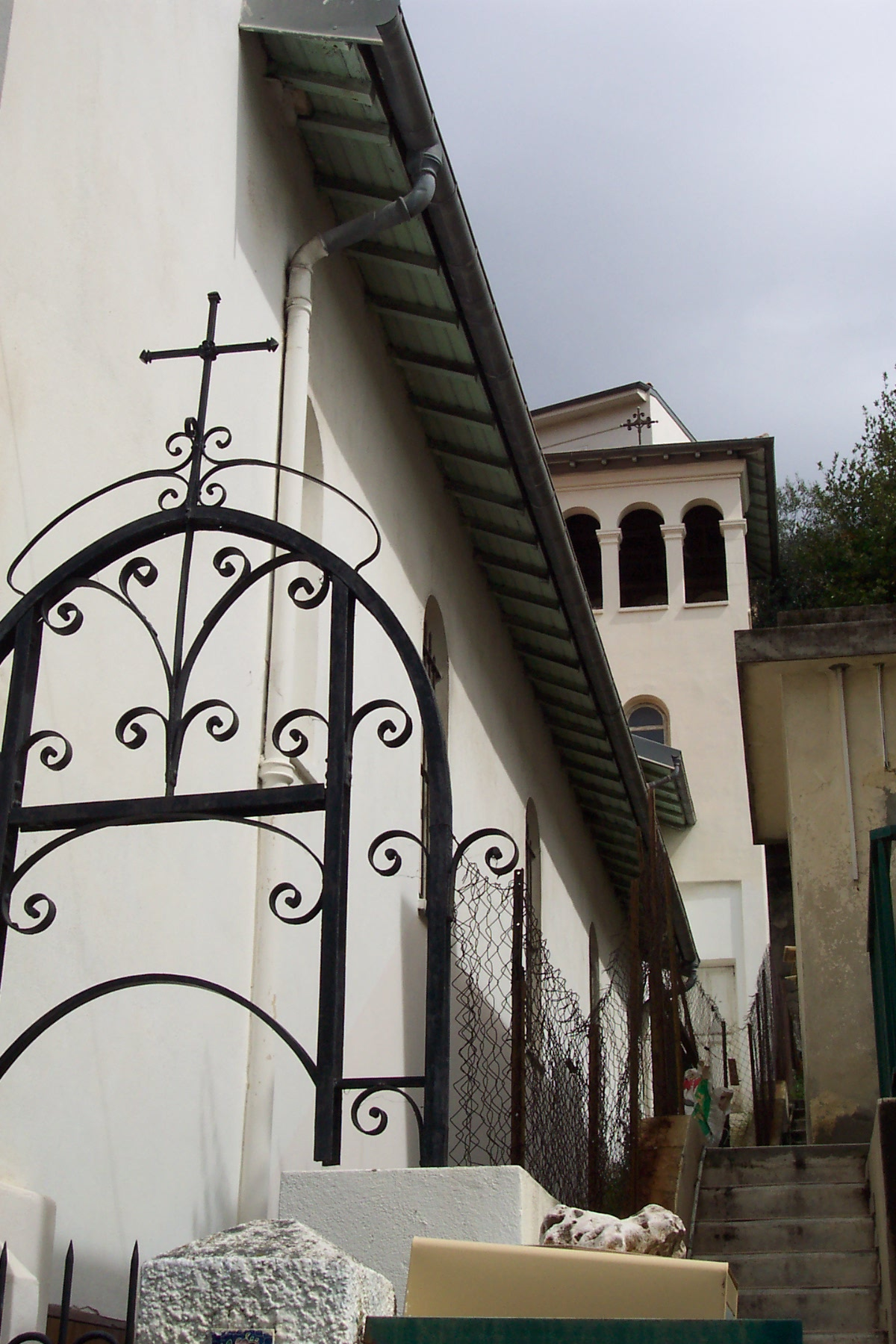
Le clocher.